# Luz Henriques
Maria da Luz Soares Henriques (Câmara de Lobos, 1958), de nome artístico Luz Henriques, é uma artista plástica portuguesa, nas áreas da tapeçaria tridimensional contemporânea, cerâmica, azulejaria e pintura s/tela.

## Biografia
Filha de Fernando Soares Henriques e Maria Cisaltina de Souza. Depois de fazer o ensino primário em Câmara de Lobos, ingressou, em 1972, na Escola Industrial e Comercial do Funchal, no curso de Artes Visuais e Aplicadas. Neste período, frequentou um laboratório de fotografia, situado no edifício da Torre da mesma escola. Desenvolveu a apetência pelo experimentalismo dos materiais e técnicas, tendo como mestres a escultora Manuela Aranha, o professor Marques da Silva e a professora e artista Élia Pimenta. Iniciou a atividade letiva em 1976, na Escola Gil Eanes, em Câmara de Lobos, como docente de Trabalhos Manuais. Iniciou quatro anos depois o estágio de "Profissionalização em Exercício", na disciplina de Educação Visual e Tecnológica, na Escola Preparatória da Achada, no Funchal.
Em 1982, nasceu o primeiro filho, Sandro Lúcio Henriques de Freitas. Concluiu, em 1985, o Curso de Complemento de Formação, desenvolvendo a área da cerâmica, inserida na temática específica dos óxidos, vidrados e suas composições químicas, essencial para o trabalho pelo qual viria a enveredar para as exposições de pintura sobre azulejo. Em 1986, transferiu-se para a Escola Preparatória da Calheta. Conhece o futuro marido, do qual tem o segundo filho, João Henriques Cortes Fernandes, mas acaba por se divorciar passados quatro anos. Em 2006, muda-se para Lisboa, tendo a oportunidade de estreitar contactos com outros artistas e de apresentar o seu trabalho em diferentes espaços de exposição.

## Carreira
Luz Henriques iniciou a sua carreira no Funchal, em 1993, com a exposição, intitulada "Arte do Nó", de peças de tapeçaria de vanguarda. Na primeira década do seu trabalho, dedicou-se, igualmente, à assemblage e à pintura cerâmica. Até 2003, a sua obra foi apresentada ao público em diversas exposições individuais e participações em certames coletivos, tendo representado a Madeira na Rathaus de Viena de Áustria (2003). De 2004 a 2008, realizou exposições individuais em Génova (Itália), no Parndorf Burgenland Dorfhalle, em Viena, participando em exposições internacionais, na International Art Biennale Malta (Malta), Artexpo New York (EUA), Puro-Arte - Vigo (Espanha). Toma parte, igualmente, em coletivas, como na Belgischen Rundfunkund Fernsehzen-trums, na Mostra Unite Nelle Arte - Galleria Bracolo (Itália), na Galeria da Casa de São Paulo (Brasil).
Na mesma época, expõe, individual e coletivamente, nas Ilhas da Madeira e Porto Santo, e em diversas cidades de Portugal Continental (como Sintra, Malveira, Estoril, Alcabideche, Vila Nova de Famalicão e Albufeira). Em Lisboa, participou em diversas coletivas, salientando-se a FirstGallery, a Galeria Actual, St. Julian e Groupama-Arte. Realizou também uma mostra individual, intitulada "Lapis Lazzuli", na FirstGallery.
Em 2009, faz a mostra individual “Sinergias do Corpo e da Alma”, na Casa da Cultura da Sertã, e toma parte na coletiva "Madeira Malta Artes Plásticas Lusófonas", no Centro das Artes Casa das Mudas da Madeira. Entre 2010 e 2015, fez diversas exposições individuais e coletivas, destacando-se a Coletiva Nacional Itinerante por todo o País “70 Cavaquinhos 70 Artistas “ e a Exposição Individual “Vozes do Mar“, na Casa da Cultura de Câmara de Lobos. Em dezembro de 2016, apresentou a mostra intitulada "Fénix", na Casa da Cultura de Câmara de Lobos, composta por 14 painéis cerâmicos e 4 esculturas de madeira com embutidos em cerâmica. Em 2017, expôs a Individual “Etéreo” Génova – Itália e fez parte da exposição coletiva de Arte Contemporânea “Persona”, no Teatro Municipal Baltazar Dias.
De 15 de Março a 30 de Maio de 2018, na sala de exposições temporárias do Museu Henrique e Francisco Franco, apresenta a exposição Quintessência II, composta por 12 trabalhos em cerâmica de médio formato, integrada na programação da Direcção Geral do Património Cultural, no âmbito do Ano Europeu do Património Cultural 2018.
Encontra-se representada em muitas colecções particulares, nacionais e internacionais e a sua obra é referenciada em vários livros de Arte Portuguesa Contemporânea. Foi distinguida com alguns prémios de mérito na categoria das artes plásticas a nível nacional e internacional, destacando-se o prémio com certificado de distinção na categoria de pintura na Bienal Internacional de Malta, na qual participaram 105 países, e a Medalha Municipal de Mérito Grau Prata, atribuída pelo Município de Câmara de Lobos.